# NGC 4027A
NGC 4027A је галаксија у сазвежђу Гавран која се налази на NGC листи објеката дубоког неба.
Деклинација објекта је - 19° 19' 55" а ректасцензија 11h 59m 29,3s. Привидна величина (магнитуда) објекта NGC 4027 износи 14,4 а фотографска магнитуда 15,0. NGC 4027A је још познат и под ознакама ESO 572-36, MCG -3-31-7, VV 66, ARP 22, PGC 37772.